# Valea Uleiului
Valea Uleiului – wieś w Rumunii, w okręgu Ardżesz, w gminie Valea Iașului. W 2011 roku liczyła 254 mieszkańców.